# Robert-Marie-Jules-Camille Boissau
Robert-Marie-Jules-Camille Boissau, francoski general, * 1886, † 1950.